# Tokyo Metropolitan Theatre
Il Tokyo Metropolitan Theatre (東京芸術劇場?, Tōkyō Geijutsu Gekijō) è un centro per le arti performative situato a Ikebukuro, nel quartiere Toshima di Tokyo, in Giappone. Ha aperto nel 1990 ed è gestito dalla Tokyo Metropolitan Foundation for History and Culture. Fino al 1999 era chiamato anche Tokyo Metropolitan Art Space. C'è una sala da concerto con 1.999 posti e un teatro con 834 posti oltre a numerosi spazi più piccoli. Yoshinobu Ashihara è stato l'architetto, con il progetto acustico della Nagata Acoustics.